# Nadzór wieloinstytucjonalny
Nadzór wieloinstytucjonalny  - jest to model organizacyjny nadzoru bankowego sprawowany wspólnie przez kilka instytucji, które zostały przez przepisy prawa wyposażone w tylko dla nich zastrzeżone kompetencje. 
Jest on więc wykonywany z zachowaniem zasady rozdzielenia kompetencji nadzorczych, co sprawia, że jego wykonywanie w sposób efektywny wymaga określonej specjalizacji ze strony instytucji nadzorujących. Instytucje nadzoru nie tworzą hierarchicznej struktury organizacyjnej, a realizują wzajemnie dopełniające się zadania nadzorcze.